# Batai-Virus
Das Batai-Virus (BATV, auch nach Orten seines Auftretens als Čalovo-Virus oder Chittoor-Virus bekannt) ist ein Virus aus der Gattung Orthobunyavirus. Laut NCBI ist es das einzige Virus in der Spezies mit dem offiziellen Namen Batai orthobunyavirus (Stand 4. Februar 2021).
Es kann verschiedene Vögel und Säugetiere einschließlich des Menschen befallen. Haupt-Ansteckungsweg ist die Übertragung durch Stechmücken (in Europa hauptsächlich der Gattungen Culex, Anopheles und Ochlerotatus).
Beim Menschen ruft das Virus teils ein Influenza-ähnliches Krankheitsbild mit Fieber hervor; die Infektion kann aber auch weitgehend symptomlos verlaufen. In Europa sind Erkrankungen beim Menschen relativ selten. Neben Europa kommt das Virus vor allem im südlichen und östlichen Asien vor.
Bei Hausrindern im Regierungsbezirk Karlsruhe (Deutschland) wurde eine Antikörper-Prävalenz von unter 1 % der untersuchten Tiere festgestellt. Eine Untersuchung in Italien erbrachte eine Prävalenz von 7 %.